# Kempner, Texas
Kempner là một thành phố thuộc quận Lampasas, tiểu bang Texas, Hoa Kỳ. Năm 2010, dân số của xã này là 1089 người.

## Dân số
- Dân số năm 2000: 1004 người.
- Dân số năm 2010: 1089 người.